# Sitticus strandi
Sitticus strandi là một loài nhện trong họ Salticidae.
Loài này thuộc chi Sitticus. Sitticus strandi được Gábor von Kolosváry miêu tả năm 1934.